# Mohammed Jaber al-Safa
Mohammed Jaber āl Safa (1875-1945 ; محمد جابر آل ﺼفا) est un important historien et écrivain de la région libanaise de Jabal Amel.

## Biographie
Mohammed Jaber Āl Safa né à Nabatieh, dans l'Empire ottoman. Il étudie la langue et l'histoire avec les fameux érudits que sont Hassan Yousef al-Makki et Mohammed Ibrahim al-Husseini.
Lui et ses compagnons, le sheikh Ahmed Reda (son beau-père) et le sheikh Soleimane Daher, forment un mouvement intellectuel nommé "Les trois Ameli", qui jouèrent un rôle principal dans la politique et l'histoire culturelle de la région. Pour cause d'opposition aux lois de l'Empire ottoman, il séjourne avec ses compagnons deux mois dans la prison militaire de Aley. Ils sont libérés au lendemain de la Première Guerre mondiale avec la fin de l'Empire.
Il sera par la suite l'un des plus grands supporters du roi Fayçal et de sa politique en Grande Syrie, avant la Révolte arabe.
Il écrit un livre, "Histoire du Jabal Amel", utilisé comme une référence historique sur le Levant, le Liban et particulièrement le Jabal Amel (sud-Liban).
Āl Safa est un descendant des safavides, dont une branche s'est réfugiée au Sud-Liban après un conflit intra-dynastique fratricide. Il est le grand-père du général libanais Hicham Jaber.